# Мэр Нижнего Новгорода

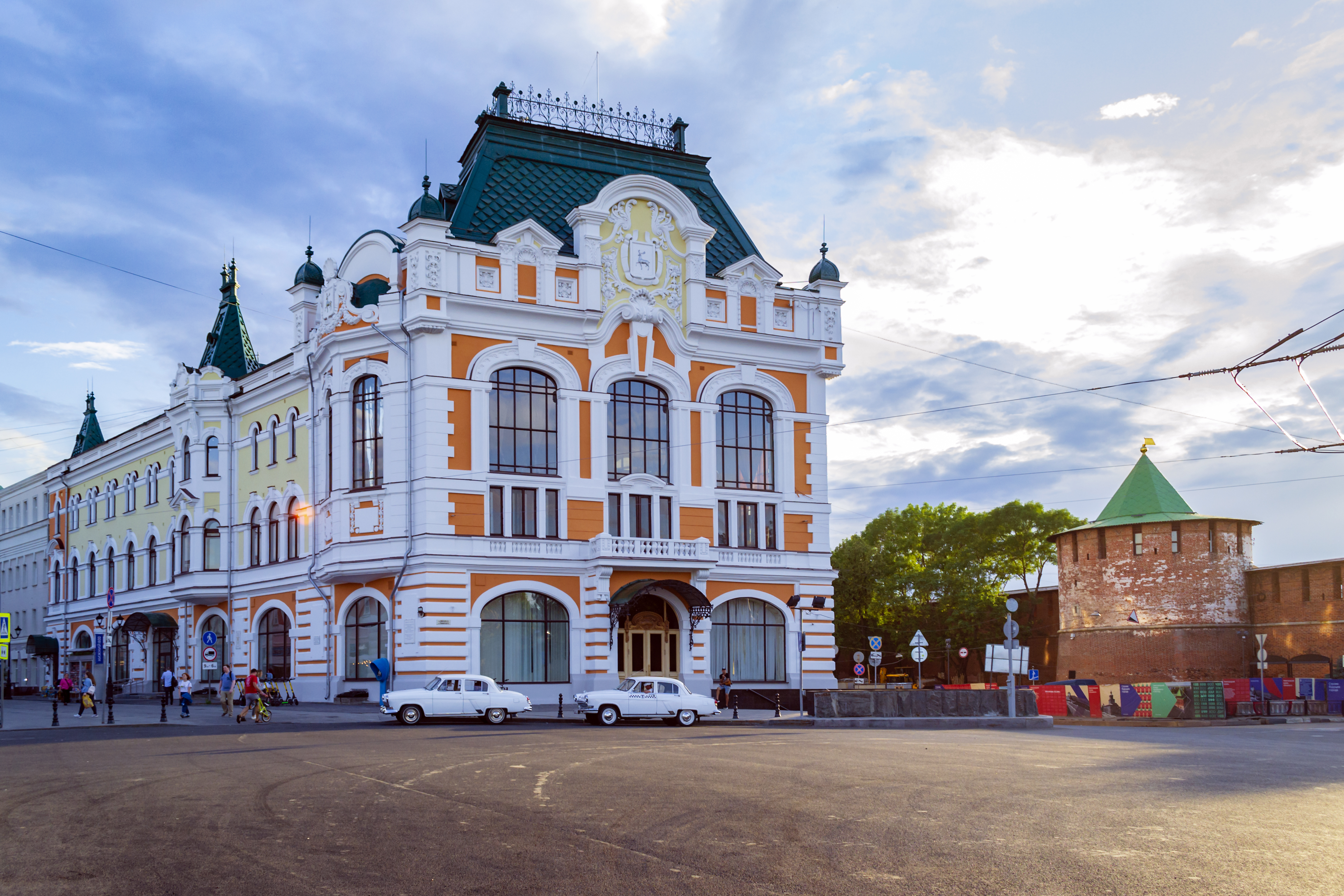
Бывшее здание Городской думы Нижнего Новгорода

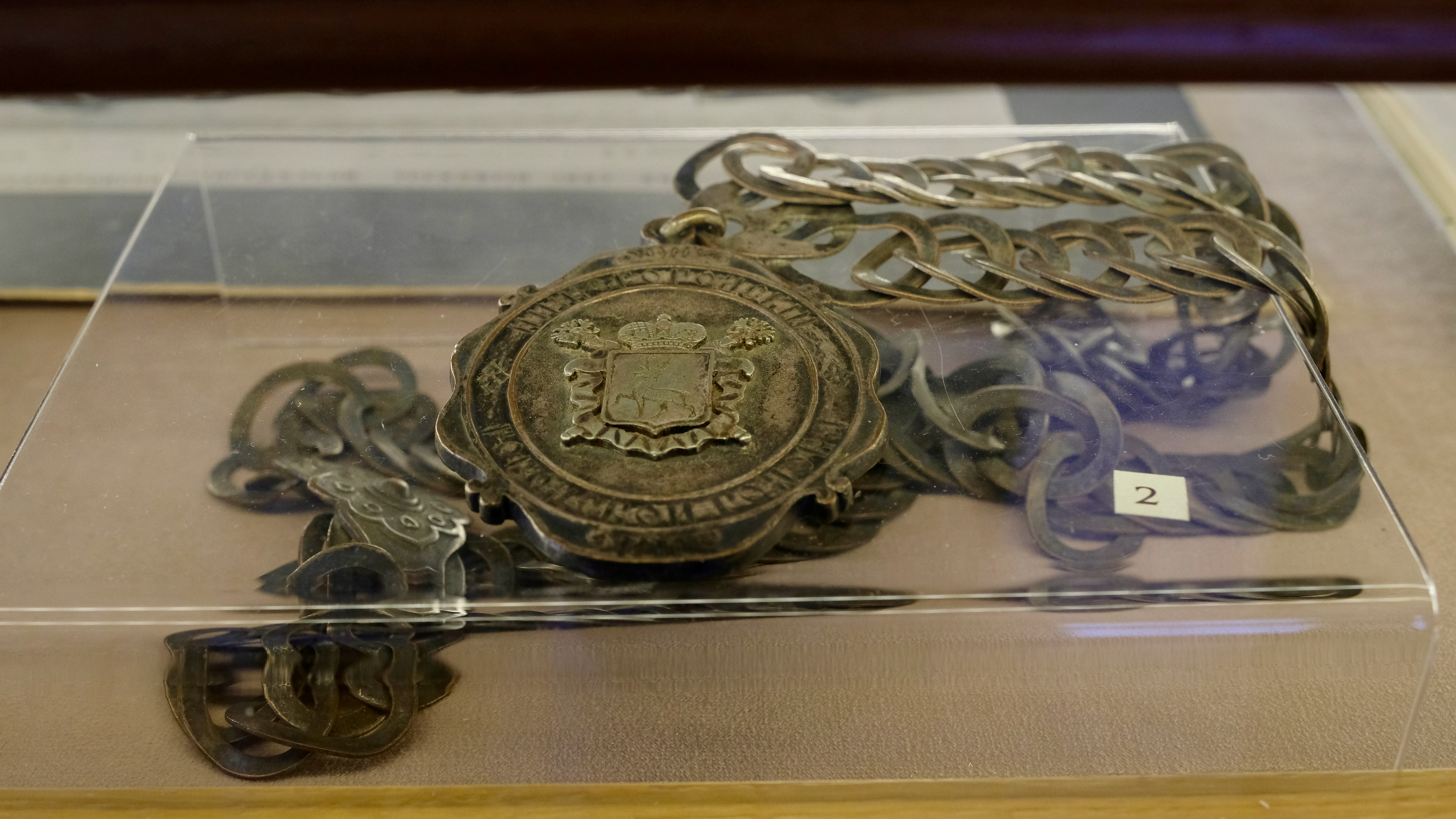
Нагрудный знак Нижегородского головы

Мэр Нижнего Новгорода — высшее должностное лицо Нижнего Новгорода, возглавляющее город и руководящее мэрией Нижнего Новгорода. С 28 октября 2020 года мэром является Юрий Шалабаев.
С 1991 по 2010 год была одноглавая система законодательной и исполнительной власти. С 2010 по 2017 годы городское управление было разделено между двумя должностями — главой города, руководившим Городской думой, и главой городской администрации (сити-менеджером).
26 октября 2017 года был утверждён закон о возвращении «одноглавой» системы, в которой мэр города также наделяется полномочиями главы администрации. В декабре 2017 года началось возвращение к этой системе управления. Была восстановлена должность председателя Городской думы, упразднённая в 2010 году.
Прямые выборы мэра города отсутствуют. Он назначается по решению Городской думы, в ходе закрытого голосования депутатов.

## Городские головы поГородовому положению 1785 года
| Годы            | Глава города                  | Краткие сведения | Годы жизни           |
| --------------- | ----------------------------- | --- | -------------------- |
| 1786—1788       | Брызгалов, Иван Алексеевич    | На выборах первого нижегородского городского головы после отказа, выбранного первым купца 1-й гильдии Ивана Серебренникова, который уже состоял головой по питейным сборам, на должность был представлен купец 2-й гильдии Алексей Алексеевич Брызгалов. Он также отказался, но предложил кандидатуру сына, с чем выборщики согласились, поскольку Иван Алексеевич уже зарекомендовал себя в качестве ратмана магистрата в 1777—1779 годах. Впоследствии он служил гласным городской думы (1792—1794) и снова был городским головой в 1804—1806 годах. | 1753—1816            |
| 1789—1791       | Юрин Иван Васильевич          | Купец 2-й гильдии | 1721—1798            |
| 1792—1794       | Лошкарев, Семён Иванович      | Выходец из ямщиков; в купечестве с 1782 года — хлеботорговец. в 1778 году один месяц служил бургомистром магистрата (был уволен «за болезнью»). Некоторое время исполнял обязанности соляного головы (хранитель городского запаса казённой соли) | 1749—?               |
| 1795—1797       | Бородин Алексей Дмитриевич    | Выходец из крестьян Благовещенской слободы. Купец 3-й гильдии; торговал канатами, рогожными кулями, лубом, пушниной. вином. В 1782 году был секретарём магистрата, В 1788—1793 годах был гласным городской думы. | 1747—1808            |
| 1798—1800       | Костромин, Иван Михайлович    | Выходец из крепостных крестьян Печерского монастыря. Купец 3-й гильдии; торговал солью и рыбой. В 1778—1780 годах был заседателем магистрата. В 1805 году объявил о своём банкротстве. Сыграл известную роль в приглашении Кулибина в Петербург: часы, преподнесённые императрице Екатерине II были сделаны по заказу Костромина. | 1737 — после 1805    |
| 1801—1803       | Халезов Николай Иванович      | Купец 2-й гильдии; торговал железом и салом. В 1783—1786 годах был бургомистром магистрата. | 1756—?               |
| 1804—1806       | Брызгалов, Иван Алексеевич    | Ранее, в 1786—1788 годах уже был городским головой | 1753—1816            |
| 1807            | Бородин Алексей Дмитриевич    | |                      |
| 1808 (до марта) | Косарев Иван Иванович         | Купец 2-й гильдии. В 1801—1803 годах был ратманом магистрата. Во время выборов городского головы в декабре 1807 года большинство голосов (52) получил И. Т. Густяков, а за Косарева было отдано 44 голоса. Но губернское правление отдало предпочтение Косареву «как превосходнейшему способностями и достоинствами». Густяков подал жалобу в Сенат и в марте 1808 года Косареву было предписано оставить должность городского головы. В 1813 году был бургомистром, откуда переведён в заседатели гражданской палаты суда. В 1822—1824 годах был заседателем уголовной палаты. В 1826 году — директор палаты Нижегородского ярмарочного Гостиного двора. В 1831—1833 годах — заседатель совестного суда и Приказа общественного призрения. | 1771 — не ранее 1833 |
| 1808—1809       | Густяков Иван Тимофеевич      | Купец 3-й гильдии; торговал пенькой, салом. Был владельцем прядильной фабрики. В 1792—1795 годах — гласный городской думы. Занял должность городского головы после вмешательства Сената. | 1755—?               |
| 1810—1812       | Каменев Пётр Антонович        | Происходил из ямщиков. Купец 3-й гильдии; владелец канатовязальной фабрики. В 1793 году — градский староста; в 1795—1798 годах — гласный городской думы. | 1751—?               |
| 1813—1815       | Есырев, Михаил Егорович       | Выходец из крестьян Печерской слободы. Купец 3-й гильдии; владелец канатовязальной фабрики; также торговал хлебом. В 1802—1804 годах был бургомистром магистрата. При нём в Нижнем Новгороде на городские средства было открыто два народных училища: Благовещенское (в 1813) и Ильинское (в 1814). | 1760—?               |
| 1816—1818       | Переплётчиков, Фёдор Петрович | Купец 2-й гильдии | 1779—1845            |
| 1819—1820       | Щукин Фёдор Петрович          | Умер на посту городского головы | 1773—1820            |
| 1820—1821       | Комаров Пётр Дмитриевич       | Купец 3-й гильдии. Был заседателем совестного суда в 1819—1822 и 1828—1831 годах. | 1767 — не ранее 1831 |
| 1822—1824       | Пятов, Иван Степанович        | Выходец из крестьян. Владелец канатовязальной фабрики. Торговал солью, хлебом, рыбой. В 1813—1815 годах был гласным городской думы; в это период пожертвовал около 40 тысяч рублей на общественные нужды; потомственный почётный гражданин. Был награждён орденом Св. Владимира 4-й степени, получив право на потомственное дворянство. Мануфактур-советник. | ?—1836               |
| 1825—1827       | Переплётчиков, Фёдор Петрович | Второй период на этой должности | 1779—1845            |
| 1828—1830       | Климов, Михаил Сергеевич      | Бывший дворовый графа А. С. Строганова. Торговал в Большом суровском ряду. Потомственный почётный гражданин. | 1778 — не ранее 1839 |
| 1831—1833       | Косарев, Пётр Иванович        | Купец 3-й гильдии; торговал хлебом, владел трактиром. В 1807—1810 годах — ратман, бургомистр магистрата; в 1822—1825 годах — заседатель палаты гражданского суда. | ?—?                  |
| 1834—1836       | Переплётчиков, Фёдор Петрович | Третий период на этой должности | 1779—1845            |
| 1837—1839       | Климов, Михаил Сергеевич      | Второй период на этой должности | 1778 — не ранее 1839 |
| 1840—1842       | Пятов, Семён Степанович       | Выходец из крестьян. был совладельцем канатовязальной фабрики. Потомственный почётный гражданин. | 1781—1850            |
| 1843—1845       | Галкин, Василий Иванович      | Торговал железом, хлебом и солью. Потомственный почётный гражданин. | 1786 — на ранее 1845 |
| 1846—1848       | Пятов, Семён Степанович       | Второй период на этой должности | 1781—1850            |
| 1849—1851       | Климов, Дмитрий Иванович      | Хлеботорговец и строительный подрядчик. Потомственный почётный гражданин. | 1800 — не ранее 1857 |
| 1852—1854       | Мичурин, Василий Клементьевич | Выходец из крепостных крестьян Костромской губернии. Строительный подрядцик. Владелец бани. Заседатель палаты гражданского суда. К концу жизни обанкротился. | 1813 — ок. 1882      |
| 1855—1857       | Климов, Дмитрий Иванович      | Второй период на этой должности | 1800 — не ранее 1857 |
| 1858—1860       | Пятов, Феофилакт Семёнович    | Владелец канатовязальной фабрики, а также чугунолитейного и кирпичного заводов. Был щедрым благотворителем. С 1854 года — староста Покровской церкви. Был председателем Нижегородской судоходной расправы. Потомственный почётный гражданин. | 1810 — после 1870    |
| 1861—1863       | Бурмистров, Михаил Васильевич | купец 1-й гильдии; торговал мануфактурой. | 1816 — после 1872    |
| 1864—1866       | Мичурин, Василий Клементьевич | Второй период на этой должности | 1813 — ок. 1882      |
| 1867—1869       | Кварталов, Иван Степанович    | купец 2-й гильдии. | ок. 1821 — ?         |

## Городские головы поГородовому положению 1870 года
| Годы                    | Глава города                | Краткие сведения | Годы жизни            |
| ----------------------- | --------------------------- | --- | --------------------- |
| 1870—1878               | Губин, Алексей Максимович   | Выходец из мещанского сословия. Коммерции советник, хлеботорговец. Активный общественный деятель. В 1855—1857 годах — гласный городской думы; с 1860 года — председатель ярмарочного биржевого комитета. В 1863—1867 годах исполнял обязанности директора временной нижегородской конторы Государственного банка; статский советник. В конце 1870-х годов получил дворянское звание. К концу жизни стал банкротом.                                                   | 1823—1895             |
| 21.12.1878—19.10.1879   | Зуров, Иван Иванович        | Был крупным торговцем железным товаром. Скоропостижно скончался в должности городского главы. | 1822—19.10.1879       |
| декабрь 1879—26.07.1888 | Соболев, Василий Алексеевич | Уроженец Симбирской губернии, из купеческой семьи потомственных почётных граждан. С ранней юности долгое время служил приказчиком в различных городах; в начале 1860-х годов открыл в Нижнем Новгороде винную торговлю. С 1867 года — гласный городской думы, с 1868 года — гласный уездного и губернского земских собраний и за деятельность на посту гласного и щедрую благотворительность в 1888 году был удостоен звания Почётного гражданина Нижнего Новгорода. | 19.04.1829—14.01.1893 |
| 1888—13.04.1893         | Губин, Алексей Максимович   | Второй период на этой должности | 1823—1895             |

## Городские головы по Городовому положению 1892 года
| Годы              | Глава города                    | Краткие сведения | Годы жизни |
| ----------------- | ------------------------------- | --- | ---------- |
| 1893—1896         | Дельвиг, Дмитрий Николаевич     | Дворянин, барон. Пароходовладелец; торговый гость 1-й гильдии. | 1847—1916  |
| февраль 1897—1909 | Меморский, Александр Михайлович | Юрист по образованию. За годы его нахождения на должности городского головы втрое увеличился бюджет города, были построены водопровод и несколько учебных заведений                                                                           | 1855—1913  |
| 16.02.1909—1910   | Горинов, Владимир Александрович | Родился в семье потомственных почётных граждан. Долгое время занимался земской деятельностью в Лукояновском уезде. С 1897 года был гласным городской думы. Оставил должность городского головы по прошению об отставке по болезни.            | 1850—1917  |
| 1910—1913         | Богоявленский, Иван Васильевич  | | ?—?        |
| 1913—1917         | Сироткин, Дмитрий Васильевич    | Родился в семье балахнинских крестьян-старообрядцев. Купец 1-й гильдии; был крупнейшим нижегородским судовладельцем. С 1897 года — гласный городской думы; с 1899 года — председатель Совета съездов старообрядцев белокриницкого священства. | 1864—1953  |
| 1917              | Ганчель, Владимир Генрихович    | | 1886—?     |

## Председатели исполкома городского Совета (1918—1991 годы)
| Годы      | Глава города                      |
| --------- | --------------------------------- |
| 1918      | Левит, Соломон Абрамович          |
| 1918—1919 | Козицкий, Николай Григорьевич     |
| 1919—1920 | Кузнецов, Степан Матвеевич        |
| 1920—1923 | Тер (Егиазарянц) Мушек Адриасович |
| 1923—1925 | Муралов, Александр Иванович       |
| 1925—1926 | Амосов, Григорий Никифорович      |
| 1927—1929 | Колпаков, Иван Павлович           |
| 1929—1930 | Зимина, Клавдия Андреевна         |
| 1930—1931 | Колочков, Андрей Васильевич       |
| 1931—1934 | Грачёв, Алексей Петрович          |
| 1934—1937 | Семёнов, Родион Семёнович         |
| 1937—1938 | Боронин, Василий Фёдорович        |
| 1938—1941 | Ефимов, Александр Павлович        |
| 1941—1943 | Суханов, Михаил Михайлович        |
| 1943—1950 | Шульпин, Александр Михайлович     |
| 1950      | Кочетков, Николай Фёдорович       |
| 1951—1967 | Проскурин, Алексей Дмитриевич     |
| 1967—1974 | Соколов, Александр Александрович  |
| 1975—1985 | Ерехинский, Владимир Владимирович |
| 1985—1988 | Марченков, Юрий Александрович     |
| 1988—1990 | Бодякшин, Владимир Степанович     |
| 1990—1991 | Шарадзе, Омари Хасанович          |

## Председатели Городской Думы (1994—2010, с 2017)
С 2010 по 2017 год обязанности председателя возлагались на главу города.
- Косариков, Александр Николаевич — председатель Нижегородского Совета народных депутатов 1990—1993 год
- Карнилин, Иван Николаевич — председатель Городской Думы 1994—2001
- Абышев, Сергей Владимирович — председатель Городской Думы 2001—2002
- Карнилин, Иван Николаевич — председатель Городской Думы 2002—2010
- Солонченко, Елизавета Игоревна — и.о председателя Городской Думы 2017—2018
- Барыкин, Дмитрий Зотович — председатель Городской Думы 2018—2020
- Лавричев, Олег Вениаминович — председатель Городской Думы 2020—н. в.

## Главы города (с 1991)
В 2010—2017 годы полномочия главы города и главы администрации города были разграничены.
| Годы       | Глава города                               |
| ---------- | ------------------------------------------ |
| 1991—1994  | Бедняков, Дмитрий Иванович                 |
| 1994—1997  | Скляров, Иван Петрович                     |
| 1997—1998  | Горин, Владимир Николаевич (и. о.)         |
| 1998       | Мелешкин, Александр Константинович (и. о.) |
| 1998—2002  | Лебедев, Юрий Исакович                     |
| 2002—2010  | Булавинов, Вадим Евгеньевич                |
| 2003       | Мелешкин, Александр Константинович (и. о.) |
| 2010—2015  | Сорокин, Олег Валентинович                 |
| 2015—2017  | Карнилин, Иван Николаевич                  |
| 2017       | Солонченко, Елизавета Игоревна             |
| 2018—2020  | Панов, Владимир Александрович              |
| 2020—н. в. | Шалабаев, Юрий Владимирович                |

## Главы администрации (2010—2017)
| Годы      | Глава администрации                     |
| --------- | --------------------------------------- |
| 2010—2015 | Кондрашов, Олег Александрович           |
| 2015      | Чертков, Андрей Геннадьевич (и. о.)     |
| 2015—2017 | Белов, Сергей Викторович                |
| 2017      | Казачкова, Наталия Владимировна (и. о.) |